# Нью-Мілфорд (Коннектикут)
Нью-Мілфорд (англ. New Milford) — місто (англ. town) в США, в окрузі Лічфілд штату Коннектикут. Населення — 28 115 осіб (2020).

### Клімат
| Клімат : Нью-Мілфорд    | Клімат : Нью-Мілфорд | Клімат : Нью-Мілфорд | Клімат : Нью-Мілфорд | Клімат : Нью-Мілфорд | Клімат : Нью-Мілфорд | Клімат : Нью-Мілфорд | Клімат : Нью-Мілфорд | Клімат : Нью-Мілфорд | Клімат : Нью-Мілфорд | Клімат : Нью-Мілфорд | Клімат : Нью-Мілфорд | Клімат : Нью-Мілфорд | Клімат : Нью-Мілфорд |
| Показник                | Січ.                 | Лют.                 | Бер.                 | Квіт.                | Трав.                | Черв.                | Лип.                 | Серп.                | Вер.                 | Жовт.                | Лист.                | Груд.                | Рік                  |
| Абсолютний максимум, °C | 21,7                 | 25,0                 | 33,3                 | 35,0                 | 36,1                 | 36,7                 | 41,1                 | 39,4                 | 37,8                 | 31,7                 | 27,8                 | 24,4                 | 41,1                 |
| Середній максимум, °C   | 2,2                  | 4,4                  | 9,4                  | 16,1                 | 22,2                 | 27,2                 | 29,4                 | 28,3                 | 23,9                 | 17,2                 | 10,6                 | 4,4                  | 16,4                 |
| Середній мінімум, °C    | −7,2                 | −5,6                 | −1,7                 | 3,9                  | 8,9                  | 15,0                 | 17,8                 | 16,7                 | 11,7                 | 5,6                  | 1,1                  | −3,9                 | 5,2                  |
| Абсолютний мінімум, °C  | −27,8                | −23,3                | −22,8                | −10                  | −3,3                 | 2,2                  | 4,4                  | 3,3                  | −2,2                 | −7,2                 | −12,2                | −23,9                | −27,8                |
| Норма опадів, мм        | 96                   | 84                   | 113                  | 111                  | 116                  | 120                  | 127                  | 116                  | 118                  | 124                  | 115                  | 106                  | 1345                 |
| ----------------------- | -------------------- | -------------------- | -------------------- | -------------------- | -------------------- | -------------------- | -------------------- | -------------------- | -------------------- | -------------------- | -------------------- | -------------------- | -------------------- |
| Джерело:                |                      |                      |                      |                      |                      |                      |                      |                      |                      |                      |                      |                      |                      |

## Демографія
Згідно з переписом 2010 року, у місті мешкали 28 142 особи в 10 618 домогосподарствах у складі 7503 родин. Було 11731 помешкання
Расовий склад населення:
| - 91,7 % — білих - 2,8 % — азіатів - 1,7 % — чорних або афроамериканців - 0,2 % — корінних американців - 1,6 % — осіб інших рас |

До двох чи більше рас належало 1,9 %. Частка іспаномовних становила 6,0 % від усіх жителів.
За віковим діапазоном населення розподілялося таким чином: 24,3 % — особи молодші 18 років, 63,5 % — особи у віці 18—64 років, 12,2 % — особи у віці 65 років та старші. Медіана віку мешканця становила 41,4 року. На 100 осіб жіночої статі у місті припадало 97,4 чоловіків;  на 100 жінок у віці від 18 років та старших — 93,6 чоловіків також старших 18 років.
Середній дохід на одне домашнє господарство  становив 102 411 долар США (медіана — 83 676), а середній дохід на одну сім'ю — 122 191 долар (медіана — 102 746). Медіана доходів становила 67 946 доларів для чоловіків та 46 512 долари для жінок. За межею бідності перебувало 5,3 % осіб, у тому числі 5,3 % дітей у віці до 18 років та 3,5 % осіб у віці 65 років та старших.
Цивільне працевлаштоване населення становило 15 726 осіб. Основні галузі зайнятості: освіта, охорона здоров'я та соціальна допомога — 24,2 %, роздрібна торгівля — 14,8 %, виробництво — 12,8 %, науковці, спеціалісти, менеджери — 11,6 %.